# Новгородківська селищна рада
Новгоро́дківська се́лищна ра́да — орган місцевого самоврядування в Новгородківській селищній територіальній громаді Кропивницького району Кіровоградської області. Адміністративний центр — селище міського типу Кам'янець.

## Загальні відомості
- Населення ради: 14 573 осіб (станом на 2021 рік)

## Населені пункти
Селищній раді підпорядковані населені пункти:
- Бережинка
- Білозерне
- Білопіль
- Велика Чечеліївка
- Верблюжка
- Вершино-Кам'янка
- Веселе
- Воронцівка
- Дубівка
- Інгуло-Кам'янка
- Здорівка
- Козирівка
- Корбомиколаївка
- Куцівка
- Митрофанівка
- Новоандріївка
- Новомиколаївка
- Ольгівка
- Петрокорбівка
- Просторе
- Рибчине
- Ручайки
- Сотницьке
- Спасове
- Спільне
- Тарасівка

## Склад ради
Рада складається з 26 депутатів та голови.
- Голова ради: Сириця Олександр Антонович
- Секретар ради: Вєтров Олег Миколайович

### Депутати
За результатами місцевих виборів 2020 року депутатами ради стали:

#### За суб'єктами висування
| Суб'єкт висування                                       | Кількість обраних депутатів | %     |
| ------------------------------------------------------- | --------------------------- | ----- |
| Позапартійні                                            | 4                           | 15,38 |
| Політична партія Всеукраїнське об'єднання «Свобода»     | 4                           | 15,38 |
| Політична партія Всеукраїнське об'єднання «Батьківщина» | 4                           | 15,38 |
| Політична партія Європейська солідарність               | 6                           | 23,07 |
| Політична партія Наш Край                               | 3                           | 11,53 |
| Політична партія Слуга народу                           | 5                           | 19,23 |